# Isidor al Kievului
Isidor al Kievului (n. 1385, Monemvasia, Peloponez, Grecia de Vest și Insulele Ionice⁠(d), Grecia – d. 27 aprilie 1463, Roma, Statele Papale) a fost un cleric ortodox grec, adept al unirii bisericești de la Conciliul de la Florența. După moartea patriarhului Grigore al III-lea al Constantinopolului în anul 1459 în exil la Roma, Isidor a devenit succesorul acestuia.

## Viața
Isidor a fost egumenul Mănăstirii Sfântul Dimitrie din Constantinopol.
În anul 1437 Isidor a devenit mitropolit al Kievului, cu sediul la Moscova. Cneazul Vasili al II-lea i-a permis să facă parte din delegația Patriarhiei Constantinopolului la Conciliul de la Florența (1439). După ce mitropolitul Isidor a proclamat unirea bisericească de Paști în anul 1441 la Kremlin, a fost arestat. A reușit să scape în 1443, după care a plecat în exil. Primul mitropolit al Moscovei ales fără consultarea sau aprobarea Patriarhiei de Constantinopol a fost Iona al Moscovei⁠(en)[traduceți]. Acesta a purtat în continuare titulatura de „mitropolit al Kievului”. Ulterior conducerea politică de la Moscova a schimbat titulatura Mitropoliei Kievului, numindu-o „Mitropolia Moscovei”.
În 1443 Isidor a ajuns din Lituania la Roma, unde a fost primit călduros de papa Nicolae al V-lea.